# مهناز
مهناز نامی زنانه در ایران است. این نام از واژگان فارسی مه (ماه) و ناز تشکیل شده است.

## نام
- مهناز افخمی، فعال حقوق زنان، نویسنده و دومین وزیر زن تاریخ ایران
- مهناز افشار، بازیگر اهل ایران
- مهناز بهمنی، نماینده مجلس شورای اسلامی ایران
- مهناز شیرالی، نویسنده و جامعه‌شناس اهل ایران
- مهناز صمدی، از اعضای مجاهدین خلق ایران
- مهناز فتاحی، نویسنده و پژوهشگر تاریخ اهل ایران
- مهناز محمدی، مستندساز و فعال حقوق زنان اهل ایران
- مهناز ملک، وکیل و نویسنده اهل پاکستان و بریتانیا